# 郭正亮
郭 正亮（かく せいりょう、グオー ジェンリアン、1961年〈民国50年〉6月24日 - ）は、中華民国（台湾）の政治学者、政治家。元立法委員。

## 経歴
原籍は福建省竜渓県（現在の竜海区）で、1961年6月24日に台湾省高雄県小港郷（現：高雄市小港区）に生まれた。高雄市立鹽埕国民中学、台湾省立高雄中学（現在の高雄市立高雄高級中学）を経て、1988年、国立台湾大学（台大）社会学学科を卒業。在学中、郭正亮は台大大新社に参加した。同時に郭正亮も「江迅」をペンネームとし、学運社の刊行物『南方雑誌』で編集長を務めた。1995年にイェール大学政治学博士の学位を取得。
帰国後は東呉大学政治学系教授と比較政治を行い、『中国時報』の主筆を務めた。1996年、民主進歩党（民進党）に入党。その後、陳文茜と陳忠信の招きで1996年に民進党中央党部文宣部主任に就任し、民進党中央党部政策会首席執行官に昇進した。
2001年の第5回立法委員選挙で台北市第二選挙区から立法委員に立候補し、2位で当選。2004年第6回選挙でも再選された。
2012年8月に中国文化大学国際企業研究所の専任助教授となり、『蘋果日報』、『南華早報』、『海峡導報』特約評論家となった。同年11月23日、『美麗島電子報』取締役会の全体決議が採択され、郭正亮を取締役及び副理事長に選任した。
2014年には呉子嘉、陳昭南、童振源らと共同で台独党綱凍結提案を起草し、民進党全代会に提出したが、この提案は採択されなかった。
2016年8月9日、行政院は民進党無区立委員会顧立雄を不適切な党産委員会の主委員会に任命し、その無区立委員会の欠員は郭正亮が補充し、8年半ぶりに立法院に復帰した。
2023年5月19日、郭正亮は自ら民進党を離党すると発表した。

## 論争

### 郭正亮はストーリーを誤解している
2024年10月31日、郭正亮は自身のYouTube動画で台湾のテレビドラマ《零日攻擊 ZERO DAY》について批判する際、劇中の中国のハッカーが台湾のメディアに侵入し、ディープフェイク技術を使って作成した総統の宣戦布告のシーンを、誤ってそのドラマの総統が実際に発表した宣戦布告と誤解しました。この誤った解釈は視聴者を誤導する可能性があります。

## 選挙記録
| 年度 | 選挙              | 選挙区                     | 所属政党   | 得票数    | 得票率 | 当選 | 注釈       |
| ---- | ----------------- | -------------------------- | ---------- | --------- | ------ | ---- | ---------- |
| 2001 | 第5回立法委員選挙 | 台北市第二選挙区           | 民主進歩党 | 46,297    | 7.69%  |      |            |
| 2004 | 第6回立法委員選挙 | 台北市第二選挙区           | 民主進歩党 | 35,834    | 6.09%  |      |            |
| 2008 | 第7回立法委員選挙 | 台北市第三選挙区           | 民主進歩党 | 63,773    | 38.44% |      | 選挙区再編 |
| 2016 | 第9回立法委員選挙 | 全国不分区及び僑居国外国民 | 民主進歩党 | 5,370,953 | 44.06% |      |            |